# L'onda (Camille Claudel)
L'onda, anche nota con il titolo originale La Vague, è una scultura dell'artista francese Camille Claudel, realizzata in onice e bronzo nel 1903 circa. Rappresenta una grande onda di onice che sta per infrangersi su tre piccole bagnanti, nude, in bronzo, che si tengono per mano. Questa scultura è esposta al museo Rodin di Parigi.
Creata inizialmente in gesso nel 1897, l'opera venne esposta al Salone. Fu poi realizzata in onice e in bronzo in vari esemplari, dal 1898 a 1903, e una versione si trova al museo Soumaya di Città del Messico. L'esemplare esposto al museo Rodin risale probabilmente al 1903. 
L'onda è riconosciuta come uno dei capolavori di Camille Claudel, dove lei manifesta la sua creatività e la sua estetica proprie, che riflettono la sua vita.

## Storia e descrizione
La scultrice Camille Claudel espose al Salone di Parigi del 1897 una prima versione in gesso dell'Onda. In seguito realizzò l'opera vera e propria in onice e in bronzo, tra il 1898 e il 1903. Quest'opera risale al periodo nel quale Claudel si libera dall'influenza di Rodin ed esprime totalmente il suo genio e la sua creatività e fa parte di un ciclo di opere di ispirazione autobiografica iniziato con la Sakuntala, o Vertumno e Pomona.
Il gruppo rappresenta una grande onda in onice verde che si sta per abbattere sulle tre bagnanti ignude, scolpite nel bronzo, con le ginocchia piegate e mentre si danno la mano. Una delle tre bagnanti, quella più vicina all'onda, è la meno piegata ed è quella che guarda di più verso la cresta dell'onda. Potrebbe trattarsi di una rappresentazione di Camille Claudel stessa con due amiche artiste, oppure di una metafora della donna artista sul punto di essere sommersa dagli uomini o dalla preferenza per loro.
L'utilizzo dell'onice si presta particolarmente bene alla rappresentazione dell'acqua, tanto per il suo colore quanto per i suoi solchi e i suoi riflessi. Claudel afferma la sua creatività, le sue competenze e la sua padronanza dei materiali diversi per ciò che lei vuole rappresentare. L'onda di Claudel richiama La grande onda di Kanagawa di Hokusai. Anche Camille Claudel era affascinata dal Giappone e dall'arte nipponica.

## Galleria d'immagini

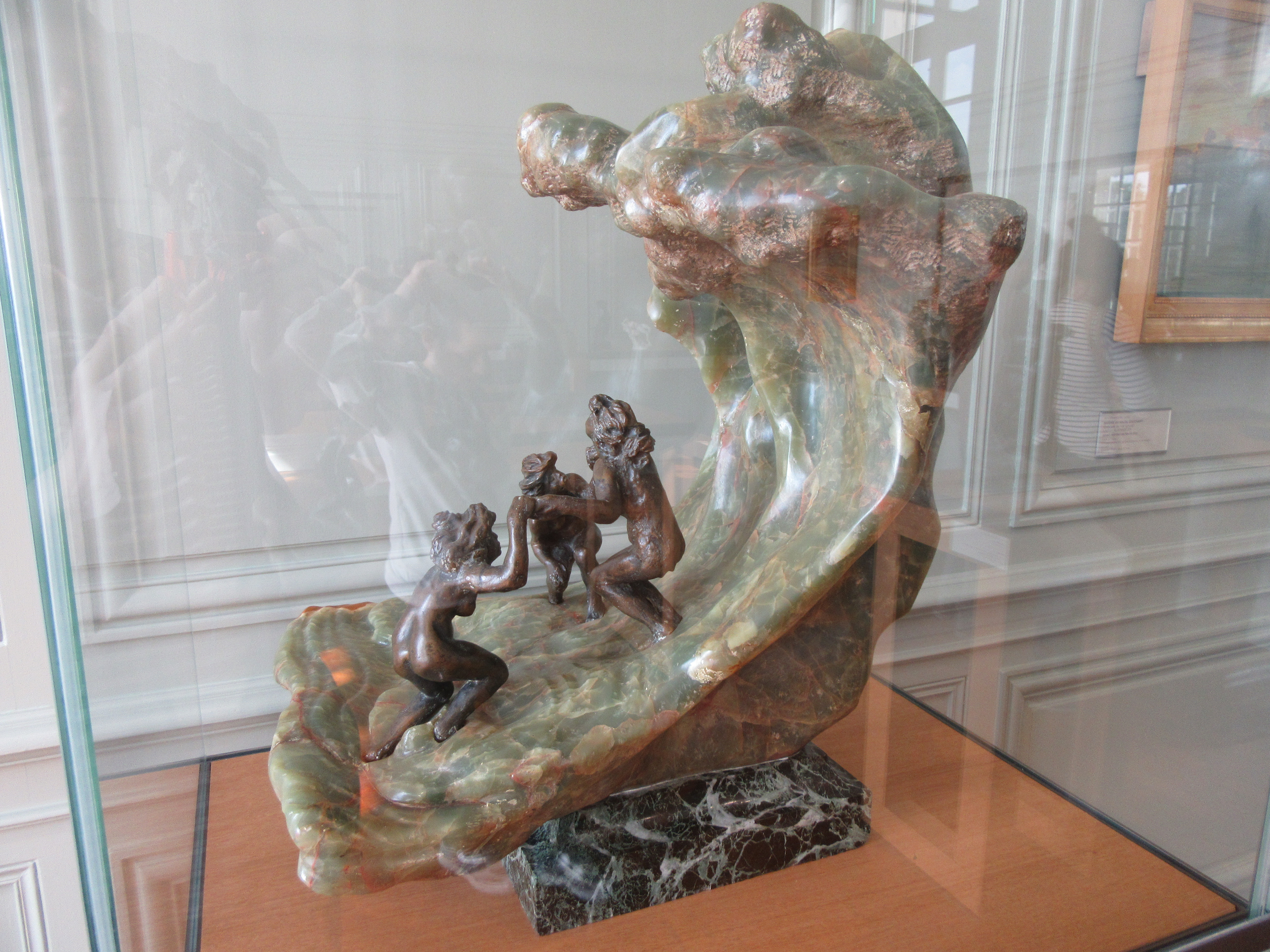
Vista di profilo.
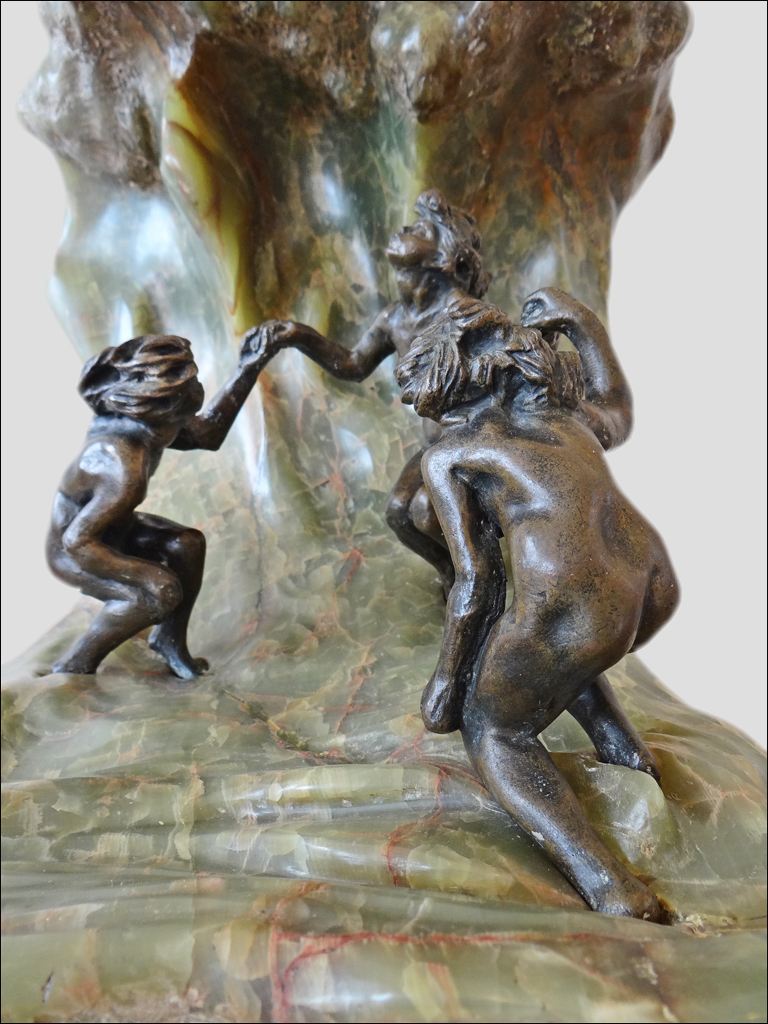
Un dettaglio delle bagnanti.
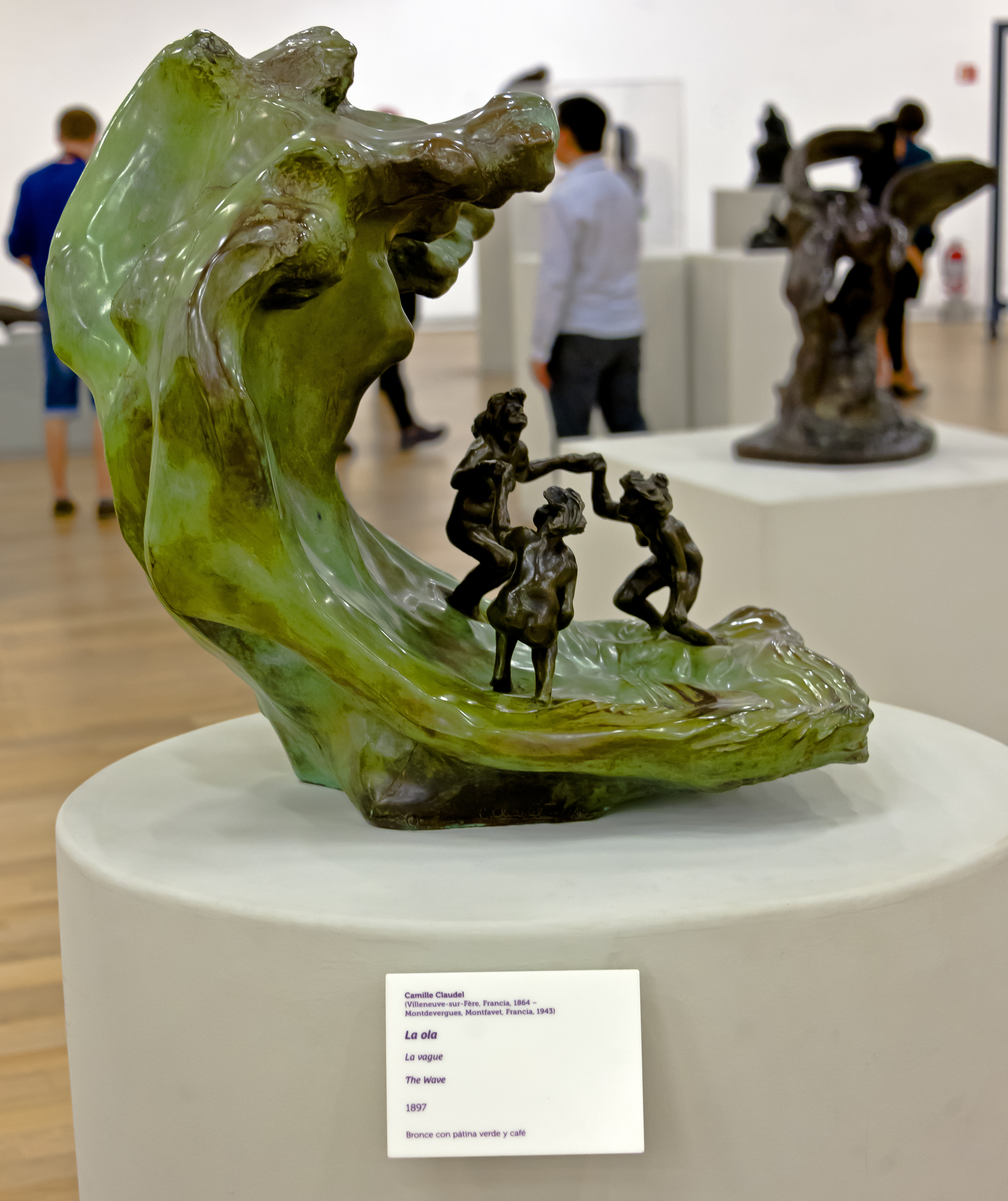
La versione del museo Soumaya.